# Carlos Noguerol
Carlos Noguerol Barrenechea (nacido el 21 de julio de 1993, en Chantada, Lugo) es un jugador de baloncesto español, que ocupa la posición de base. Actualmente milita en el CB Chantada de la Liga EBA.

## Biografía
Es un base formado en las categorías inferiores del Club Baloncesto Chantada, club de su ciudad natal y con el que debutaría en Liga EBA en la temporada 2011-12. Más tarde, jugaría durante las temporadas 2012-2013 y 2013-2014 en las filas del Club Basquet Coruña, primero en Liga EBA y después en LEB Oro con el que disputó un total de once partidos.  
Tras regresar una temporada a Chantada, formaría parte del Club Baloncesto Peixefresco Marín con el que conseguiría el ascenso a LEB Oro.
Después durante tres temporadas se consolidaría como uno de los bases más destacados de LEB Plata al realizar tres buenas temporadas con Óbila Club de Basket (2016-2017),
Fundación Globalcaja La Roda (2017-2018) y Club Baloncesto Clavijo, respectivamente. 
En las filas del Globalcaja La Roda peleó hasta el último momento por el título liguero y ascenso directo, y con el que alcanzó unos promedios de 9 puntos, 3,1 rebotes, 4,3 asistencias y 1,9 robos en 25 minutos por partido.
En verano de 2019, se compromete con el Club Baloncesto Peixefresco Marín recién ascendido a la LEB Oro, regresando al conjunto gallego y a la categoría que dejaría 5 temporadas antes para forjase en LEB Plata. La campaña 2019-20 en Marín promedió 2.8 asistencias y 1.5 robos de balón por encuentro.
En agosto de 2020, se compromete con el CB Almansa de la LEB Oro.
El 5 de agosto de 2021, firma por el HLA Alicante para disputar la Liga LEB Oro.
En la temporada 2022-23, se compromete con el CB Chantada de la Liga EBA.